# Axinaea sessilifolia
Axinaea sessilifolia es una especie de planta de flores perteneciente a la familia  Melastomataceae. Es endémica de Ecuador.  Su hábitat natural son las montañas húmedas tropicales o subtropicales.
Es un árbol nativo de los Andes ecuatorianos donde se conocen seis colonias. El espécimen original se descubrió en 1860 en el "Río de Tablas", en la provincia de Los Ríos; esta población ha sido destruida desde entonces. Puede ser probable una muestra histórica del Volcán Chimborazo. La colonia Bolívar se encuentra entre San Miguel y Balsapamba, y se compone de unos pocos individuos aislados. Recientemente una colonia se encontró en Azuay, en la nueva carretera de Molleturo–Naranjal, lo cual extiende la distribución de las especies hacia el sur. No se tiene constancia de que existan en áreas protegidas de Ecuador, pero puede encontrarse en la Reserva Ecológica Los Ilinizas.

## Fuente
- Cotton, E. & Pitman, N. 2004.  Axinaea sessilifolia.   2006 IUCN Red List of Threatened Species.   Bajado el 20-08-07.